# Gustav Graef
Gustav Graef (ur. 14 grudnia 1821 w Królewcu, zm. 6 stycznia 1895 w Berlinie) – niemiecki malarz, specjalizujący się w portrecie i malarstwie historycznym.
Razem z Theodorem Hildebrandtem i Friedrichem von Schadowem studiował na Kunstakademie Düsseldorf, później kontynuował naukę w Antwerpii, Paryżu, Monachium i Italii. Po powrocie do Królewca ożenił się z malarką żydowskiego pochodzenia, Franziską Liebreich. W 1849 roku rodzina przeniosła się do Berlina. W 1880 roku został członkiem pruskiej Akademii Sztuk Pięknych. Graef został aresztowany w marcu 1885 roku za krzywoprzysięstwo i wykorzystywanie nieletniego modela, jednak został uniewinniony.
Jego syn, Botho Graef, był historykiem sztuki, a córka Sabine Lepsius malarką.